# Винницкие Иваны
Ви́нницкие Иваны́, до ВОВ Иваны-Берды́ни (укр. Вінницькі Івани), село, Винницко-Ивановский сельский совет, Богодуховский район, Харьковская область, Украина.
Код КОАТУУ — 6320881001. Население по переписи 2001 г. составляет 287 (138/149 м/ж) человек.
Является административным центром Винницко-Ивановского сельского совета, в который, кроме того, входят сёла Дегтяри и Короткое.

## Географическое положение
Село Винницкие Иваны находится в 17 км от Богодухова на обоих берегах реки Иваны. Село вытянуто вдоль реки на 6 км.
На расстоянии в один км находятся сёла Дегтяри и Мусиенки. Ниже по течению — село Корбины Иваны.
Рядом проходит автомобильная дорога Р-45.

## История
- Вторая половина 19 века[2] (1875?) — дата основания. Село основано переселенцами из Богодухова и Полтавской губернии.[2]
- Декабрь 1917 — в селе установлена Советская власть.[2]
- Декабрь 1918 — в селе восстановлена Советская власть.
- Декабрь 1919 — войска ВСЮР А.И. Деникина отступили на юг; опять восстановлена Советская власть.
- В 1940 году, перед ВОВ, в селе Иваны-Бердыни было 153 двора, совхоз имени Карла Либкнехта и сельсовет.[3]
- Иваны-Бердыни были оккупированы вермахтом в октябре 1941 года; освобождено в августе 1943.
- В годы войны 286 жителей села воевали на фронтах в рядах РККА и Советской армии;[2] из них погибли 179 воинов; 101 был награждён боевыми орденами и медалями СССР.[2]
- В 1966 году население составляло 665 человек; здесь действовали восьмилетняя и начальная школы, Дом культуры на 300 мест, библиотека, колхоз имени Ленина, имевший 2529 га земли.
- В 1976 году в селе были 204 двора и 561 человек населения.

## Экономика
- В селе есть молочно-товарная ферма.
- Частное сельскохозяйственное предприятие им. Т. Г. Шевченко.

## Достопримечательности
- Братская могила советских воинов и памятник воинам-односельчанам. Похоронено 35 воинов.